# (1217) Maximiliana
(1217) Maximiliana – planetoida z pasa głównego asteroid okrążająca Słońce w ciągu 3 lat i 223 dni w średniej odległości 2,35 au. Została odkryta 13 marca 1932 w Observatoire Royal de Belgique w Uccle przez Eugène’a Delporte. Nazwa planetoidy pochodzi od Maximiliana Franza Wolfa (1863–1932), niemieckiego astronoma, zmarłego w roku odkrycia planetoidy. Przed nadaniem nazwy planetoida nosiła oznaczenie tymczasowe (1217) 1932 EC.